# Eydie Gormé
Edith Gormezano (Nueva York, 16 de agosto de 1928-Las Vegas, 10 de agosto de 2013), conocida como Eydie Gormé, fue una cantante estadounidense de origen judío sefardí a quien se le reconoce, al igual que a su esposo, Steve Lawrence, la contribución de mantener vivo y vigente el repertorio clásico de música pop.
A lo largo de su extensa trayectoria, recibió numerosos premios y distinciones, incluidos el premio Grammy y un premio Emmy.
La fusión que hizo el matrimonio, de baladas y breezy swing se ha combinado con la continuidad de su matrimonio y su buen humor, lo que los convirtió en iconos estadounidenses, aunque ninguno de los dos haya colocado un disco simple juntos o por separado en la clasificación de los American Top 40 desde 1963.
Nacida en el Bronx, Nueva York, Gormé comenzó su carrera cantando en una banda los fines de semana mientras trabajaba como traductora. Ganó prominencia después de aparecer en el programa de radio Cita Con Eydie y cambiar su nombre para facilitar la pronunciación. La carrera de Gormé despegó a principios de la década de 1950, comenzando con su período de dos meses con la banda de Tommy Tucker, seguido de un año con la banda de Tex Beneke. Firmó con Coral Records en 1952, lanzando su primer sencillo y más tarde se unió a The Tonight Show, donde conoció a Steve Lawrence. El éxito del dúo incluyó éxitos como "Too Close for Comfort" y "Blame It on the Bossa Nova", con Gormé también logrando el éxito en solitario y ganando premios Grammy y nominaciones.
Su matrimonio con Lawrence en 1957 marcó el comienzo de una asociación personal y profesional de por vida, celebrada con sus especiales de televisión ganadores de un Emmy y actuaciones junto a estrellas como Frank Sinatra. Gormé era reconocida por sus grabaciones en español, particularmente con el Trío Los Panchos, que consolidaron su fama internacional. Su versatilidad fue evidente en su amplia discografía, que incluye álbumes como Amor y Eydie Swings the Blues. Las contribuciones de Gormé a la música fueron reconocidas con premios, incluyendo un Premio Grammy a la Mejor Interpretación Vocal Pop Femenina y un Premio a la Trayectoria de la Sociedad de Cantantes.
Primeros años
Gormé nació en el Bronx de padres judíos sefardíes, Nessim Hasdai Gormezano y Fortuna "Fortunee" Gormezano. [3] Su padre era de Sicilia y cambió su nombre a Gormé cuando llegó a los Estados Unidos. [4] Sus padres nacieron en Turquía de ascendencia española, y Gormé creció hablando inglés y español. [3][5]
Después de graduarse de la escuela secundaria William Howard Taft, asistió a clases nocturnas en el City College.

## Comienzos
Sus inquietudes musicales surgieron a los tres años de edad, cantando en un programa radiofónico infantil. En la escuela secundaria William Howard Taft en el Bronx, Gormé era "la más bonita, animadora" de los musicales de la escuela, y cantaba. Al graduarse, trabajó como intérprete de español con la Theatrical Supply Export Company, y en las Naciones Unidas en Nueva York como traductora, aprovechando su dominio del español antes de decidir concentrarse en la carrera del canto, con Greengrass como su agente artístico.
Su primera grabación fue en 1950 con la Orquesta de Tommy Tucker y Don Brown, y una segunda grabación incluía a Dick Noel. El sello MGM produjo estas dos grabaciones en discos de vinilo de 78 rpm.

### Primeras grabaciones
- A: Powder And Paint

Lanzamiento original: únicamente en pizarra de 78 rpm, MGM 10758
- A: Cherry Stones

Lanzamiento original: únicamente en pizarra de 78 rpm, MGM 10767

### Años de las grandes bandas
Gormé también trabajó como cantante a sueldo. Trabajó en las grandes bandas de Glenn Miller y el cantor Tex Beneke. En 1951, realizó varias grabaciones de audiciones radiofónicas que se lanzaron, posteriormente, como discos de larga duración y, recientemente, como CD. En 1952, comenzó a grabar como solista, y sus primeras grabaciones las distribuyó el sello Coral.[cita requerida]

## Comienzo enThe Tonight Show
Tuvo su primera gran oportunidad y conoció a su compañero de toda la vida cuando a ella y al cantante Steve Lawrence los llamaron para el The Tonight Show original, que era conducido por Steve Allen. Andy Williams era también cantante de The Tonight Show, en esa época.[cita requerida]

## Boda
Eydie Gormé y Steve Lawrence se casaron en Las Vegas el 29 de diciembre de 1957. Tuvieron dos hijos, uno de ellos falleció por complicaciones cardiacas. Alcanzaron fama por sus diálogos y muletillas en el escenario, en las que bromeaban y se burlaban de la vida de casados.[cita requerida]
En 1995, Gormé y Lawrence fueron distinguidos por el Songwriters Hall of Fame, por sus contribuciones a la música.[cita requerida]

## Solista/dúo
Gormé tuvo éxito en varios sencillos como solista, el más destacado de los cuales fue Blame It on the Bossa Nova, en 1963, que la condujo a ubicarse entre los mejores 40. De este éxito hubo versiones en español, siendo la más conocida la interpretada por el cantante mexicano Enrique Guzmán.[cita requerida]
Ganó un Grammy como mejor voz femenina en 1967, por su versión de "If He Walked Into My Life", del musical Mame. Gormé apareció en numerosos programas de televisión a lo largo de su carrera, incluidos Carol Burnett Show y The Nanny.[cita requerida]
Ella y Lawrence participaron en Broadway en el exitoso musical Golden Rainbow, cuya gestación se describe en detalle en el libro de William Goldman The Season.[cita requerida]
Gormé también alcanzó mucho éxito en el mercado de la música latina con una serie de álbumes con canciones en español. Uno de estos álbumes, Eydie Gorme canta en español, también conocido como Amor (1964), con el trío mexicano de boleros Los Panchos, fue uno de los que mejor se vendieron. El segundo álbum se llamó Cuatro vidas, también conocido como Más amor (1965). El último álbum con Los Panchos es una colección de canciones navideñas titulado Blanca Navidad o Navidad means Christmas (1966). Sus canciones con Los Panchos, auténticos iconos del bolero, se consideran un clásico de todos los tiempos. La voz cálida, potente y con ligero acento extranjero de Eydie Gormé, llamada “la Neoyorquina”, es fácilmente reconocible y apreciada hasta el día de hoy por múltiples generaciones.[cita requerida]
Sus otros trabajos en español incluyen una versión de Blame it on the Bossa Nova, llamada Culpa de la Bossa Nova, y los álbumes I Feel So Spanish, Otra vez, La Gormé, Muy amigos ―grabado junto al cantante puertorriqueño Danny Rivera (1945-)―, De corazón a corazón y Eso es el amor. Estos dos últimos fueron grabados para el sello donde grabó con Los Panchos (CBS-Sony Music) y contó con duetos junto a Steve Lawrence, Roberto Carlos, Armando Manzanero y Johnny Albino, y con producción de los argentinos Roberto Livi y Bebu Silvetti, respectivamente.[cita requerida]
En dúo con su esposo, su show se llamaba «Steve and Eydie». En 1960, Steve and Eydie ganó un premio Grammy por "Mejor performance de un grupo vocal", por su canción We Got Us. Una de sus mejores canciones como dúo fue la canción israelí "Hallelujah", ganadora del concurso Festival de la Canción de Eurovisión en 1979. La habían grabado con el seudónimo "Parker y Penny".[cita requerida]
Desde los años setenta, la pareja centró su trabajo casi exclusivamente en el repertorio de música pop estadounidense, y grabaron varios álbumes con temas de compositores de ese país. Con el arribo del siglo XXI, la infatigable pareja anunció sus planes de reanudar sus giras, y lanzaron One More For The Road, en el 2002.[cita requerida]

## Muerte
Eydie Gorme falleció el sábado 10 de agosto de 2013, seis días antes de su 85.º cumpleaños, en el Sunrise Hospital Medical Center, en Las Vegas, Nevada, después de una enfermedad breve y no revelada. Fue sepultada en el cementerio Hillside Memorial Park, en Los Ángeles, California.
Steve Lawrence hizo el siguiente testimonio: «Eydie fue mi pareja en el escenario y en mi vida por más de 55 años. Me enamoré de ella en el momento en que la vi por primera vez y la escuché cantar. Mi pérdida personal es inimaginable, y el mundo ha perdido una de las más grandes vocalistas pop de todos los tiempos».[cita requerida]

## Discografía
Álbumes
- 1951: Tex Beneke & The Glenn Miller Orchestra (grabaciones de la radio: presentación de Eydie Gormé).
- 1956: Delight
- 1957: Eydie Gormé
- 1957: Eydie Swings the Blues
- 1958: Eydie Gormé Vamps the Roaring 20's
- 1958: Eydie in Love
- 1958: Gormé Sings Showstoppers
- 1958: Love is a Season
- 1959: Eydie Gormé On Stage
- 1959: Eydie in Dixieland
- 1960: We Got Us (con Steve Lawrence).
- 1960: Sing The Golden Hits (con Steve Lawrence).
- 1961: Come Sing with Me
- 1961: I Feel So Spanish (en idioma español).
- 1962: Two On The Aisle (con Steve Lawrence).
- 1962: It's Us Again (con Steve Lawrence).
- 1963: Blame It on the Bossa Nova
- 1963: Let the Good Times Roll'
- 1963: Steve & Eydie At The Movies (con Steve Lawrence).
- 1964: Gormé Country Style
- 1964: That Holiday Feeling (con Steve Lawrence).
- 1964: Amor (con el trío Los Panchos).
- 1965: Eydie Gormé sings Great Songs from The Sound of Music And Other Broadway Hits
- 1965: More Amor (con el trío Los Panchos).
- 1966: Don't Go to Strangers
- 1966: Navidad Means Christmas (con el trío Los Panchos).
- 1967: Bonfá & Brazil (con Luis Bonfá y Steve Lawrence).
- 1967: Softly, As I Leave You
- 1968: The Look of Love
- 1968: Eydie
- 1969: Otra vez
- 1970: Tonight I'll say a prayer
- 1970: Canta en español (Reedición del LP Amor con el trío Los Panchos).
- 1970: Cuatro vidas (Reedición del LP Más Amor con el trío Los Panchos).
- 1971: It Was a Good Time
- 1976: La Gormé (en idioma español).
- 1977: Muy amigos/Close Friends (con Danny Rivera, en idioma español).
- 1981: Since I Fell for You
- 1982: Tómame o déjame (en idioma español).
- 1988: De corazón a corazón (en idioma español).
- 1992: Eso es el amor (en idioma español).
- 1996: Silver Screen